# Михайленко Ольга Дмитрівна
Ольга Дмитрівна Михайленко (нар. 23 вересня 1956, с. Задворяни, Свіслоцький район, Гродненська область, Білорусь) — народний депутат України.

## Освіта
1983 р. — Українська сільськогосподарська академія у місті Києві, спеціальність — електрифікація сільського господарства, кваліфікація — інженер-електрик

## Трудова діяльність
1983 р. — виконувала обов'язки інженера-електрика радгоспу «Колос» Каланчацького району Херсонської області.
У червні 1987 р. — начальник відділу насосних станцій Чаплинського управління зрошувальних систем Херсонської області.
З жовтня 1988 р. — інструктор Чаплинського райкому Компартії України.
З листопада 1991 р. — відповідальний секретар комісії Чаплинської районної ради народних депутатів по вирішенню питань поновлення прав реабілітованих.
У липні 1994 р. — обрана головою Чаплинської селищної ради Херсонської області. Після закінчення повноважень голови Чаплинської селищної ради з липня 1998 року працює у Чаплинській районній раді на посадах головного спеціаліста, завідувача відділу.
З травня 2000 р. — керівник справами виконавчого апарату Чаплинської селищної ради.
У листопаді 2010 р. — обрана заступником голови Чаплинської районної ради Херсонської області.
Депутат Чаплинської районної ради Херсонської області VI скликання. Член Комуністичної партії України з жовтня 1985 року.
На парламентських виборах 2012 року була обрана народним депутатом України за списком Комуністичної партії України (у списку — № 16).
Перший заступник голови Комітету Верховної Ради України з питань державного будівництва та місцевого самоврядування.

## Сім'я
Чоловік — Михайленко Володимир Миколайович, 1957 р.н.
Донька — Михайленко Сніжана Володимирівна, 1983 р.н.